# 泉州欣佳酒店倒塌事故
2020年泉州欣佳酒店倒塌事故，应急管理部命名为福建省泉州市欣佳酒店“3·7”房屋坍塌事故，发生于2020年3月7日，位于中華人民共和國福建省泉州市鲤城区常泰街道南环路的欣佳快捷酒店发生坍塌，事故共造成29人死亡，42人受伤。事发时该酒店被征用为2019冠状病毒病集中隔离点，事发时有集中隔离观察人员58人。

## 背景
发生坍塌事故的欣佳快捷酒店位於鯉城區南環路1688號中駿四季康城一期旁，共有7層樓 。该栋楼没有钢筋混凝土的承重墙，整体为钢结构。该楼一層為汽車維修、銷售店鋪及超市，2017年以前每一層都是開闊的大廳。該棟大樓建于2013年，而大樓內的酒店則於2017年開始建設，2018年6月开业，共装修80间房，房间在4-7层，4至6層為客房，7層為酒店員工宿舍。至事故發生時成立時間未滿兩年。樓房業主名為楊金鏘，65歲，是泉州本地人。2019年8月19日，該酒店經營場所由原來的「福建省泉州市鯉城區常泰街道上村社區南環路1688號6樓」，更改為「福建省泉州市鯉城區常泰街道上村社區南環路1688號地上一層大廳、四至六層」。
2018年11月16日，因未按規定辦理住宿登記被泉州市公安局鯉城分局處以警告並處罰款3000元，同日又因未執行住宿登記制度被警告併罰款3000元。2019年7月17日，因未按照《個體工商戶年度報告辦法》規定報送年度報告，被泉州市工商行政管理局鯉城分局列入經營異常名錄。2019年12月4日，因未按規定辦理住宿登記，被泉州市公安局鯉城分局責令立即整改，對該酒店處以警告並處罰款3000元。
2019冠狀病毒病疫情期間，該酒店被作为区级医学观察点使用，用以集中观察来自重点疫区或有相关旅居史的人员。事发前，福建省委常委、常务副省长张志南到泉州市检查疫情防控工作，不过他并没有来到隔离点进行检查。事發當天，有附近小區居民及汽車店工作人員稱事發酒店在裝修。

## 事故经过
2020年3月7日17时40分许，欣佳酒店一层大堂门口靠近餐饮店一侧顶部一块玻璃发生炸裂。
18时40分许，酒店一层大堂靠近餐饮店一侧的隔墙墙面扣板出现2至3毫米宽的裂缝。
19时06分许，酒店大堂与餐饮店之间钢柱外包木板发生开裂。
19时09分许，隔墙鼓起5毫米；2至3分钟后，餐饮店传出爆裂声响。
19时11分许，建筑物一层东侧车行展厅隔墙发出声响，墙板和吊顶开裂，玻璃脱胶。
19时14分许，目击者听到幕墙玻璃爆裂巨响。
19时14分17秒，欣佳酒店建筑物瞬间坍塌，历时3秒。

## 救援
酒店被困人员共有71人，事故发生後，应急管理部消防救援局所属福建省消防救援总队已调派泉州市消防救援支队26车147人赶赴现场救援，增调附近消防救援支队的重型救援队进行增援。截至晚上9点50分，消防救援人员已救出32人。福建省消防救援总队全勤指挥部已遂行出动，并调派厦门、莆田、福州消防救援支队3支重型地震救援队赶赴现场增援。晚10时14分，莆田市消防救援支队重型地震救援队已到达现场。
截至3月8日0时30分，泉州欣佳酒店坍塌事故现场救出43人。
截至3月8日3時15分，事故现场已救出45人。
截至3月8日5时40分许，泉州坍塌酒店现场已救出47人。同日下午，泉州市政府召开记者会，事发当时欣佳酒店共入住重点疫区或有相关旅居史的人员58人，经过核酸检测均为阴性。
事故现场共有71人被困（不含自救逃生的9人）。截至3月8日16时，已救出48人（其中10人死亡，38人送医治疗），正在搜救的还有23人。
截至3月8日晚7时05分，仍有22人被困，搜救工作仍在进行中。
截至3月9日下午2時，事故已致11人死亡，仍有21人被困。
9日晚7时44分，现场消防救援人员又救出一名被困人员。截止目前，共救出受困人员52人，死亡13人，其中11人救出时无生命体征，2人送医抢救无效，仍有19人被困。
9日23时07分许，消防救援力量在坍塌事故现场成功搜救出2名生还者（一对母子）。截至目前，现场已救出54人（其中13人死亡），仍有17人被困，搜救工作仍在紧张进行中。
截至3月10日6時50分，泉州酒店坍塌事故现场搜救出受困人员59人，事故已致18人死亡（其中16人救出时无生命体征，2人送医抢救无效死亡），正在搜救的还有12人。
截至3月10日上午9时，福建泉州酒店坍塌事故已经救出61人，其中20人死亡，41人受伤，目前仍有10人被困。救援工作正在进行。
截至3月10日16时38分，已搜救出62人（其中42人受伤、20人遇难），目前仍有9人受困。
截至3月11日上午6時40分，现场搜救出受困人员68人，死亡26人（其中24人救出时已无生命体征，2人送医抢救无效死亡），正在搜救的还有3人。
截至3月11日上午11時，现场搜救出受困人员69人，死亡27人（其中25人救出时已无生命体征，2人送医抢救无效死亡），正在搜救的还有2人。
截至3月11日12時45分，现场搜救出受困人员70人，死亡28人（其中26人救出时已无生命体征，2人送医抢救无效死亡），还有1人被困，搜救工作仍在进行。
12日11時05分，在事故發生111個小時後，最後一名受困者被找到，但已無生命體徵，事故共造成29人死亡。

## 伤亡
此次事故共导致29人死亡。3月10日，FM1007福建交通广播公布了遇难和被困者名单。
| 姓名   | 性别 | 籍贯                 |
| ------ | ---- | -------------------- |
| 刘某翠 | 女   | 湖北省武汉市江夏区人 |
| 柯 某  | 男   | 湖北省黄石市阳新县人 |
| 薛某德 | 男   | 浙江省温州市瑞安市人 |
| 王某文 | 男   | 湖北省荆州市公安县人 |
| 周 某  | 男   | 湖北省荆州市公安县人 |
| 郭某福 | 男   | 福建省三明市大田县人 |
| 陈某湖 | 男   | 福建省三明市大田县人 |
| 程 某  | 男   | 湖北省黄石市阳新县人 |
| 潘某明 | 男   | 浙江省温州市瑞安市人 |
| 柯某清 | 男   | 湖北省黄石市阳新县人 |
| 曾某平 | 男   | 福建省三明市大田县人 |
| 郑某忠 | 男   | 湖南省湘西州永顺县人 |
| 张某新 | 女   | 湖北省黄石市大冶市人 |
| 周某成 | 男   | 浙江省温州市瑞安市人 |
| 王某鹏 | 男   | 福建省泉州市南安市人 |
| 杜某东 | 男   | 福建省泉州市鲤城区人 |
| 郑 某  | 女   | 湖南省湘西州永顺县人 |
| 郑 某  | 女   | 湖南省湘西州永顺县人 |
| 郑 某  | 男   | 湖南省湘西州永顺县人 |
| 唐 某  | 男   | 湖南省邵阳市洞口县人 |
| 刘某波 | 男   | 湖北省荆州市监利县人 |
| 郑某煌 | 女   | 福建省泉州市泉港区人 |
| 蔡某阳 | 男   | 湖北省黄石市阳新县人 |
| 郑某勤 | 女   | 湖北省黄石市阳新县人 |
| 蔡某浩 | 男   | 湖北省黄石市阳新县人 |
| 蔡某睿 | 男   | 湖北省黄石市阳新县人 |
| 蔡某颖 | 女   | 湖北省黄石市阳新县人 |
| 王 某  | 女   | 浙江省温州市瑞安市人 |
| 吴 某  | 男   | 湖北省天门市人       |

## 調查及後續處理
事發後，樓房業主楊金鏘被公安部門控制。
事发时正值疫情期間，欣佳酒店作為集中醫學觀察點使用，共入住重點疫區或有相關旅居史的人員58人（隨行子女12人、返鄉7人、務工人員37人、探親2人）。此外，欣佳酒店還有管理、服務等人員16人，以及租在該棟大樓的車行人員6人。事故中被困的71人分别来自湖北42人、福建14人、浙江7人、湖南6人、安徽1人、重庆1人。主要是务工随行人员和游客。
3月10日，应急管理部副部长尚勇表示，此次事故初步判定是一起安全生产责任事故，并表示，待救援基本结束后，将全面开展事故调查，迅速查明原因，严格依法依规追究事故责任人相关责任，包括法律责任。
3月12日，国务院成立福建省泉州市欣佳酒店“3•7”坍塌事故调查组，并任命付建华为组长。
7月14日，应急管理部发布《福建省泉州市欣佳酒店“3·7”坍塌事故调查报告》，认定福建省泉州市欣佳酒店“3·7”坍塌事故是一起主要因违法违规建设、改建和加固施工导致建筑物坍塌的重大生产安全责任事故。同日，福建省纪委监委发布《关于泉州市欣佳酒店“3·7”坍塌事故相关责任人员处理情况的通报》，包括泉州市市长王永礼、副市长张永宁和福建省住建厅厅长林瑞良在内的49人被追责问责。其中7人涉嫌严重违纪违法，被移送司法机关追究刑事责任，41人受到党纪政务处分，1人受到诫勉。事前曾来泉州进行走马观花式检查的福建省常务副省长张志南，也被处理。
| 姓名   | 原职务                                       | 2021年10月17日泉州市中级人民法院的判决                           |
| ------ | -------------------------------------------- | ---------------------------------------------------------------- |
| 赖开族 | 泉州市国土资源局原局长                       | 被判处四年至二年不等有期徒刑，新闻中未体现具体刑期               |
| 陈财水 | 泉州市鲤城区人大常委会原副主任               | 被判处四年至二年不等有期徒刑，新闻中未体现具体刑期               |
| 刘德礼 | 泉州市消防救援支队应急通信与车辆勤务站原站长 | 被以受贿罪、伪造国家机关证件罪数罪并罚判处有期徒刑六年六个月     |
| 张汉辉 | 泉州市公安局鲤城分局原党组成员、副局长       | 被以受贿罪、玩忽职守罪、徇私枉法罪数罪并罚判处有期徒刑六年八个月 |
| 王柳彬 | 泉州市公安局鲤城分局治安大队原副大队长       | 被判处四年至二年不等有期徒刑，新闻中未体现具体刑期               |
| 吴家晓 | 泉州市公安局鲤城分局治安大队一中队原指导员   | 被以滥用职权罪、受贿罪数罪并罚判处有期徒刑六年二个月             |
| 张惠良 | 泉州市鲤城区临江街道党工委原书记             | 被判处四年至二年不等有期徒刑，新闻中未体现具体刑期               |

9月3日，福建省应急管理厅官网发布《福建省贯彻落实〈福建省泉州市欣佳酒店“37”坍塌事故调查报告〉整改方案》称，涉事的49名公职人员被追责问责；同时，公安机关已对泉州新星机电工贸公司法定代表人杨金锵、泉州广鑫建设工程公司法定代表人蔡条辉等23名相关责任人员，以涉嫌重大责任事故罪、伪造国家机关证件罪、提供虚假证明文件罪等依法立案侦查并采取刑事强制措施。《整改方案》也明确，对泉州市新星机电工贸有限公司所承担的事故责任罚款；依法吊销其营业执照；撤销消防设计备案、消防竣工验收备案。吊销欣佳酒店营业执照、《特种行业许可证》《卫生许可证》等营业资质。吊销福建省建筑工程质量检测中心有限公司建设工程质量检测机构综合类资质证书，将该公司列入建筑市场主体“黑名单”，并吊销相关涉事人员的执业资格。
2021年10月17日，泉州法院对事故涉及的杨金锵等13名被告人犯重大责任事故罪，伪造国家机关证件罪，伪造公司、企业印章罪，提供虚假证明文件罪，行贿罪一案以及7起职务犯罪案件，进行一审公开宣判。法院对杨金锵以重大责任事故罪、伪造国家机关证件罪、行贿罪数罪并罚，判处有期徒刑20年，并处罚金人民币220万元；对其余12名同案被告人分别判处13年至2年6个月不等有期徒刑，并对其中部分被告人并处罚金。对张汉辉等7名被告人以受贿等罪分别判处6年8个月至2年不等有期徒刑，并处罚金。